# Amplificatore (chitarra)

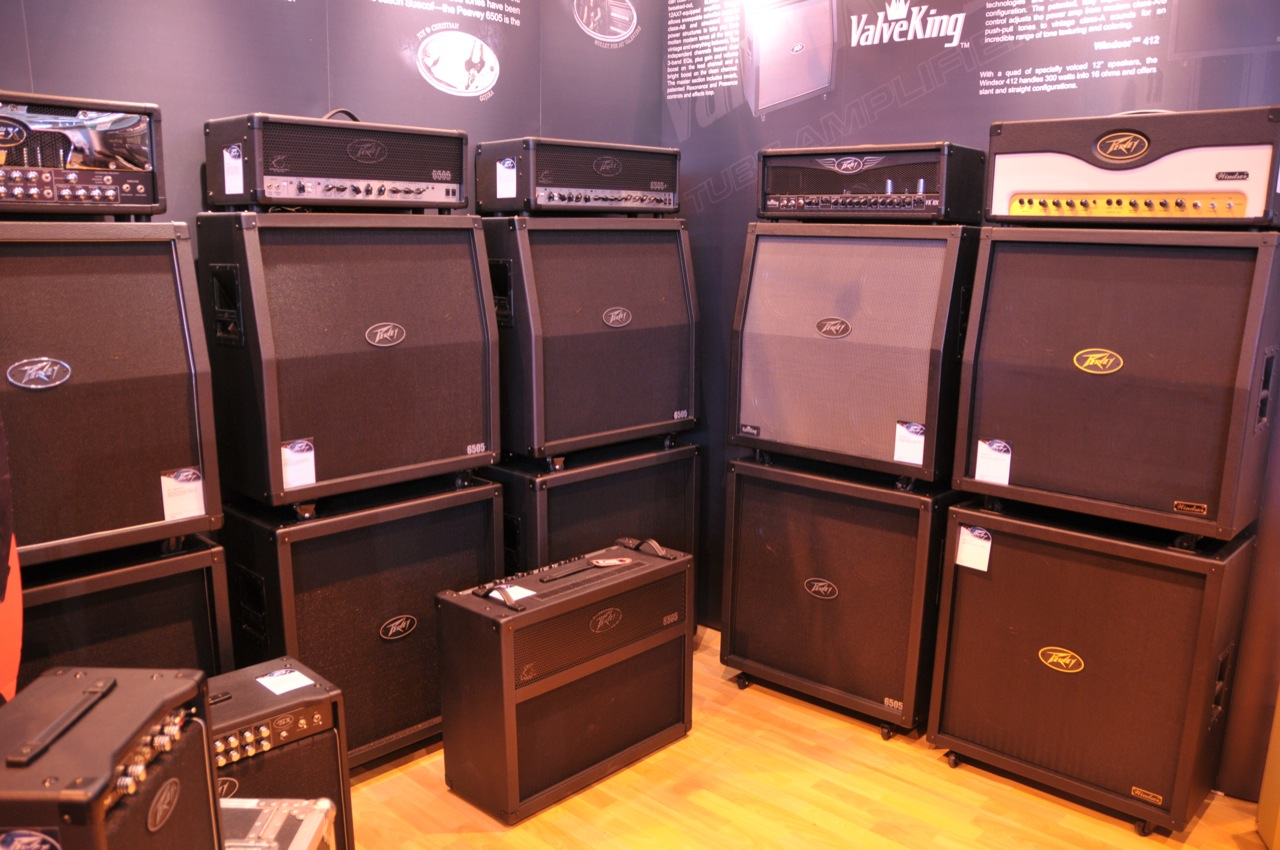
Amplificatori per chitarra

Per amplificatore per chitarra si intende un dispositivo che permette di processare il segnale elettrico prodotto dai pick-up di una chitarra elettrica, e quindi trasformarlo in un vero e proprio segnale sonoro attraverso uno o più altoparlanti.

## Componenti
Un amplificatore per chitarra è costituito da tre componenti principali:
- Preamplificatore: è il circuito elettronico che ha il compito di fornire guadagno di tensione al debole segnale proveniente dai pick-up dello strumento. In genere è progettato in modo da introdurre una marcata coloritura (equalizzazione, compressione, distorsione etc.) al segnale, contribuendo a creare le sonorità tipiche della chitarra elettrica.
- Finale di potenza: è un circuito elettronico che fornisce fondamentalmente un guadagno di corrente al segnale preamplificato e adatta l'impedenza del segnale a quella degli altoparlanti, permettendo così di trasferirvi potenza elettrica. Il finale modifica il timbro del segnale in minor misura rispetto al preamplificatore. I diversi schemi circuitali (classe dell'amplificatore, i diversi tipi di valvole, transistor, MOSFET ecc. impiegati) contribuiscono comunque alla formazione del timbro finale.
- Altoparlanti (o coni): sono gli attuatori che convertono il segnale elettrico in onde sonore. Nell'amplificazione della chitarra elettrica sono in genere utilizzati uno o più coni di diametro variabile tra 8 e 15 pollici (raramente 6), con impedenze nominali di 4, 8 o 16 Ω (raramente 2 Ω).

## Tipologie di amplificazione

### Amplificatore a valvole
È un amplificatore per chitarra che utilizza valvole termoioniche nei circuiti del preamplificatore e del finale di potenza, come elementi attivi per l'amplificazione del segnale.
L'amplificatore a valvole è stato il primo a essere stato realizzato, e ancora oggi questa è reputata la tipologia di amplificatore che offre il suono migliore per molti (ma non tutti) ambiti.
La risposta non lineare delle valvole dà luogo ai fenomeni della compressione e soprattutto della distorsione, il che rende un amplificatore valvolare praticamente indispensabile nella musica rock e hard rock. Per contro, la morbidezza e il calore del timbro fanno sì che siano estremamente apprezzati anche in ambito jazz e blues.
Confrontato con gli altri tipi di amplificatore, un valvolare ha maggiori dimensioni e maggior peso. È generalmente più costoso, si scalda di più ed è più delicato, a causa della fragilità delle valvole, specialmente quando sono calde. A causa della particolare compressione dovuta alla non linearità delle valvole, un amplificatore dotato di un finale di potenza a valvole offre a parità di potenza nominale, una potenza ed una dinamica apparente superiore a quella di un amplificatore a stato solido.
Nel preamplificatore vengono utilizzati doppi triodi come le valvole 12AX7 (altrimenti dette ECC83), mentre per il finale di potenza la scelta avviene generalmente tra due tipi di valvola: storicamente, i costruttori americani come Fender e Mesa Boogie utilizzano tetrodi come le 6L6, mentre i costruttori inglesi come Marshall e Vox utilizzano pentodi come le EL34. Oggi moltissimi produttori di amplificatori valvolari offrono differenti modelli dotati dell'uno o dell'altro tipo di valvole. Per quanto attualmente sia comune nello schema di alimentazione l'uso di ponti raddrizzatori con diodi al silicio, per via della maggiore affidabilità, alcuni modelli presentano ancora il classico schema raddrizzatore con diodo a vuoto (5AR4, GZ34, 5U4G etc) in quanto la scarsa capacità di fornire corrente di picco di tali unità introduce una caratteristica compressione dell'attacco delle note.

### Amplificatore a transistor (stato solido)
È un amplificatore per chitarra che utilizza transistor bipolari o, più raramente, MOSFET, nel preamplificatore e nel finale di potenza. 
 Mentre lo stadio finale è, in genere, fatto con transistor discreti, la preamplificazione è ottenuta, quasi sempre, con l'uso di amplificatori operazionali quali il TL72 che può essere comunemente trovato sui amplificatori Fender e Marshall.
Un amplificatore allo stato solido offre una risposta al segnale molto più lineare rispetto a quella di un valvolare: il suono rispecchia più fedelmente il segnale in uscita dai pick-up. Un amplificatore a transistor produce sonorità molto aspre: per questo alcuni chitarristi heavy metal li preferiscono.
I transistor hanno una minore tendenza alla distorsione, per questo molti amplificatori progettati appositamente per i chitarristi jazz, come il Polytone Minibrute, sono allo stato solido. 

Un amplificatore a transistor, confrontato con uno a valvole, è più economico, meno ingombrante, più solido e produce meno calore; a parità di potenza un finale di potenza allo stato solido offre meno pressione sonora rispetto ad uno a valvole.

### Amplificatore acustico
Gli amplificatori acustici sono destinati alle chitarre acustiche e ad altri strumenti acustici, soprattutto per il modo in cui questi strumenti vengono utilizzati in generi relativamente tranquilli come il folk e il bluegrass. Sono simili agli amplificatori per tastiera, in quanto hanno una risposta in frequenza relativamente piatta con una colorazione minima. Per produrre questo suono relativamente "pulito", questi amplificatori sono spesso dotati di potenti amplificatori (che forniscono fino a 800 watt RMS), per fornire ulteriore "Headroom" ed evitare distorsioni indesiderate. Poiché un amplificatore da 800 watt costruito con la tecnologia standard di Classe AB è pesante, alcuni produttori di amplificatori acustici utilizzano amplificatori leggeri di Classe D, chiamati anche "amplificatori switching".

### Amplificatore ibrido
Questo tipo di amplificatore utilizza un preamplificatore a valvole, per ottenere un suono "caldo", accoppiandolo però ad un finale di potenza a transistor, per ridurre il costo, l'ingombro e la fragilità dell'intera apparecchiatura. Un esempio di questo tipo di amplificatore è la famiglia Valvestate della Marshall.
Alla fine degli anni settanta Leo Fender realizzò amplificatori di concezione diametralmente opposta, che vennero commercializzati dalla Music Man: progettati per le sonorità cristalline della musica country, erano dotati di un preamplificatore a transistor, per evitare la distorsione, e di un finale di potenza a valvole, per garantire maggiore pressione sonora.

### Amplificatore digitale
In questa tipologia di amplificatore il segnale in entrata viene convertito da analogico a digitale, per poi essere processato in modo da ottenere virtualmente ogni tipo di sonorità, dalle più classiche alle più moderne. Un amplificatore digitale offre spesso numerosi effetti integrati; inoltre molti di questi amplificatori offrono, in modo più o meno raffinato, una funzione di amp modeling, che permette di imitare il suono di numerosi amplificatori "famosi".

## Disposizione dei componenti

### Combo

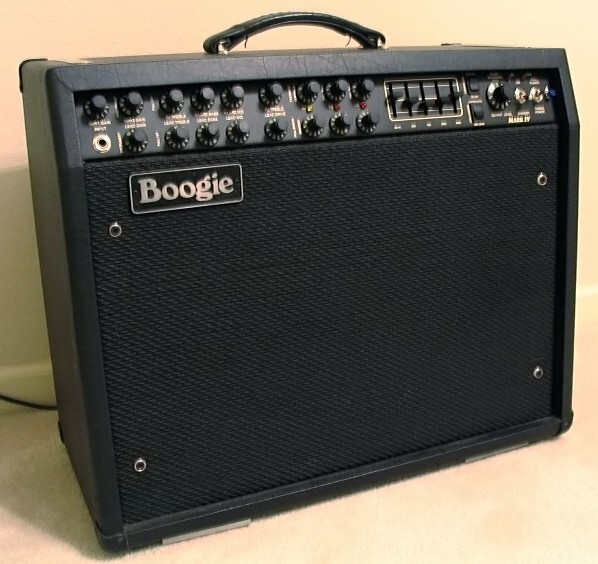
Un amplificatore combo

Un amplificatore combinato, detto semplicemente combo, ospita i tre componenti (preamplificatore, finale di potenza, altoparlanti) nella stessa struttura, di solito costruita in legno. Questa soluzione è pratica e consente di risparmiare spazio e tempo di montaggio. Un amplificatore combo può però diventare molto pesante (specie se valvolare), e difficilmente un combo ospita più di due coni da 12 pollici, con l'evidente eccezione dei classici modelli Fender con quattro coni da 10 pollici. Inoltre le vibrazioni prodotte dall'altoparlante, nel caso degli amplificatori a valvole, possono causare danni ai tubi a vuoto sia del preamplificatore e del finale di potenza.

### Testata e cassa

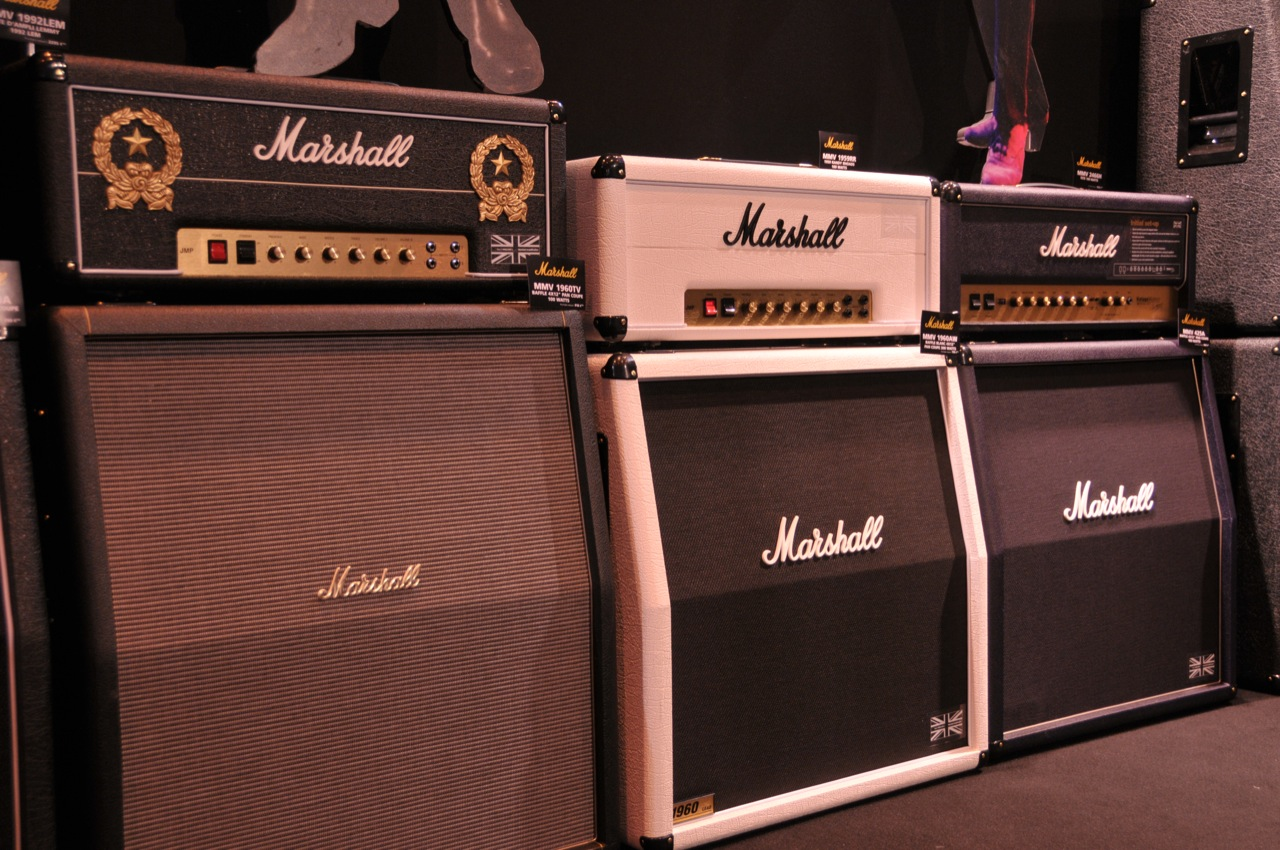
Tre half stacks della Marshall

Un amplificatore testata e cassa, detto anche stack, è composto di due unità distinte: la testata ospita il preamplificatore ed il finale di potenza, mentre nella cassa trovano alloggio gli altoparlanti. La cassa, di solito realizzata in legno, può contenere da uno ad otto coni. La configurazione classica, detta half stack, prevede che la testata venga appoggiata su una cassa contenente quattro coni; la configurazione full stack è composta da due casse da quattro coni una sopra l'altra, con la testata in cima alla pila.
L'amplificatore testata e cassa è più costoso e ingombrante di un combo, e le due parti necessitano di essere adeguatamente collegate con un cavo di potenza (un errato collegamento, come il collegamento di una cassa di impedenza totale minore di quella prevista dalla testata, può danneggiare il trasformatore di uscita, anche irreparabilmente). Benché tradizionalmente la testata sia posizionata sopra la cassa, le vibrazioni prodotte dagli altoparlanti potrebbero, come nel caso del combo, danneggiare i componenti elettronici: alcuni chitarristi preferiscono tenere la testata a fianco della cassa per evitare questi problemi.
Alcuni chitarristi usano un sistema stereo, che comprende due full stack che gestiscono in modo separato le frequenze diverse della chitarra.

### Rack

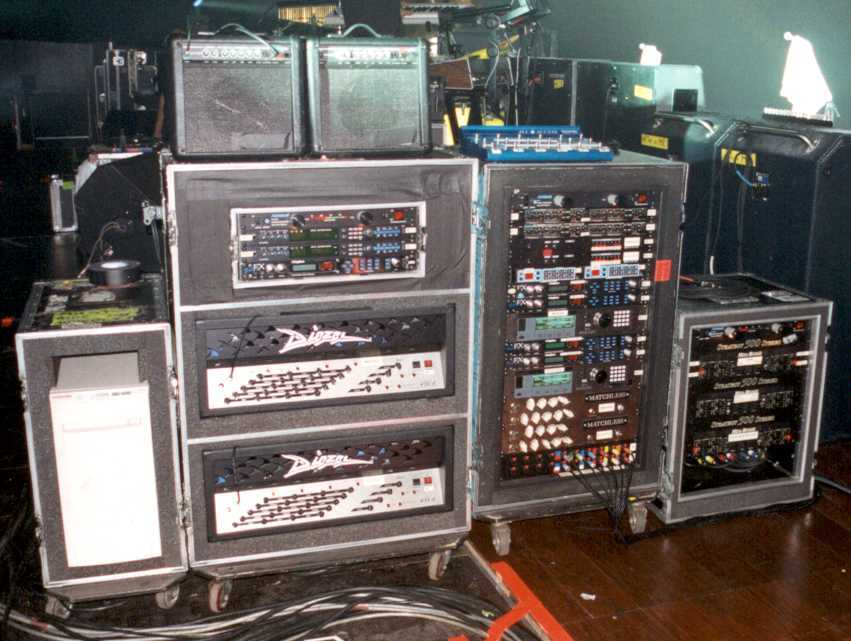
Il complesso sistema rack di Billy Corgan

Un sistema di amplificazione modulare, detto anche rack, prevede che i tre componenti fondamentali (preamplificatore, finale di potenza, altoparlanti) siano alloggiati in tre unità diverse, da collegare poi tra di loro. Il vantaggio di questa configurazione sta nella versatilità: il chitarrista può utilizzare preamplificatore, finale e cassa di marche diverse. Per contro, questo sistema è il più costoso ed anche il più difficile da gestire, dato che i vari componenti non sono necessariamente progettati nello stesso modo e potrebbero avere interfacce diverse.
Il preamplificatore ed il finale di potenza sono alloggiati in scatole metalliche delle stesse dimensioni dei rack usati nell'informatica, e possono essere alloggiati in armadi; per esigenze di portatilità i chitarristi di solito preferiscono inserire le varie unità in speciali valigie molto robuste, dette flight cases. Un sistema rack utilizza le stesse casse degli amplificatori testata e cassa.

### Stomp Amp

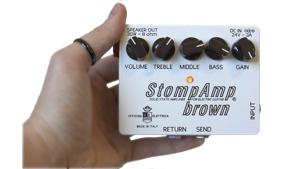
StompAmp

Negli ultimi anni si sta affacciando sul mercato una nuova classe di amplificatori che hanno le dimensioni degli effetti a pedale per chitarra.
Questi sistemi hanno il vantaggio di essere di dimensioni estremamente contenute e di poter essere completamente integrati nelle pedaliere per una maggior facilità di trasporto e consentono di avere sempre lo stesso setting in contesti differenti. Necessitano di collegamento ad una normale cassa per chitarra (come le testate) ma vengono utilizzati a terra.

## Effetti integrati
Un amplificatore digitale può emulare ogni tipo di effetto. Qui di seguito sono invece descritti gli effetti che sono comunemente integrati negli amplificatori non digitali.

### Distorsione (Overdrive)
In ambito musicale, la distorsione del suono generata dalla saturazione delle valvole, in particolare del finale, di un amplificatore valvolare è in genere chiamata overdrive.

Negli anni cinquanta la distorsione era considerata una caratteristica negativa del suono della chitarra elettrica: il suono veniva distorto quando il volume dell'amplificatore era impostato su valori troppo alti, provocando la saturazione delle valvole del finale di potenza. Con l'avvento della musica rock i chitarristi iniziarono a cercare volontariamente la distorsione del suono, per ottenere sonorità più dure e ruvide. La distorsione provocata dalle valvole finali era però poco controllabile, in quanto ottenibile solo alla massima potenza (volume) dell'amplificatore, senza possibilità di controllare il volume finale e quindi l'eventuale quantità di feedback, ovvero l'effetto Larsen.

In seguito i costruttori iniziarono a progettare amplificatori capaci di distorcere il segnale già a livello del preamplificatore, aggiungendo degli stadi di preamplificazione (ovvero ulteriori valvole) e un controllo di volume (cosiddetto "master volume") a valle della valvola mandata in saturazione. Quasi tutti gli amplificatori moderni permettono questo tipo di distorsione, attivabile spesso tramite un interruttore, per poter cambiare istantaneamente da un suono "pulito" ad un suono distorto. In genere si tratta di una commutazione tra due canali di preamplificazione dotati di volume e toni separati. In alcuni amplificatori, invece, vengono semplicemente esclusi, o meno, alcuni stadi di preamplificazione ma il "canale" fisico è uno solo (ad esempio nei Fender Hotroad).

Gli amplificatori a transistor ottengono questo effetto attraverso un circuito elettrico dedicato composto in genere da un tosatore a diodi pilotato da un amplificatore operazionale. La distorsione così ottenuta produce un suono più secco ed aspro rispetto all'overdrive delle valvole, con un contenuto maggiore di armoniche dispari, meno gradevoli all'orecchio.

### Riverbero

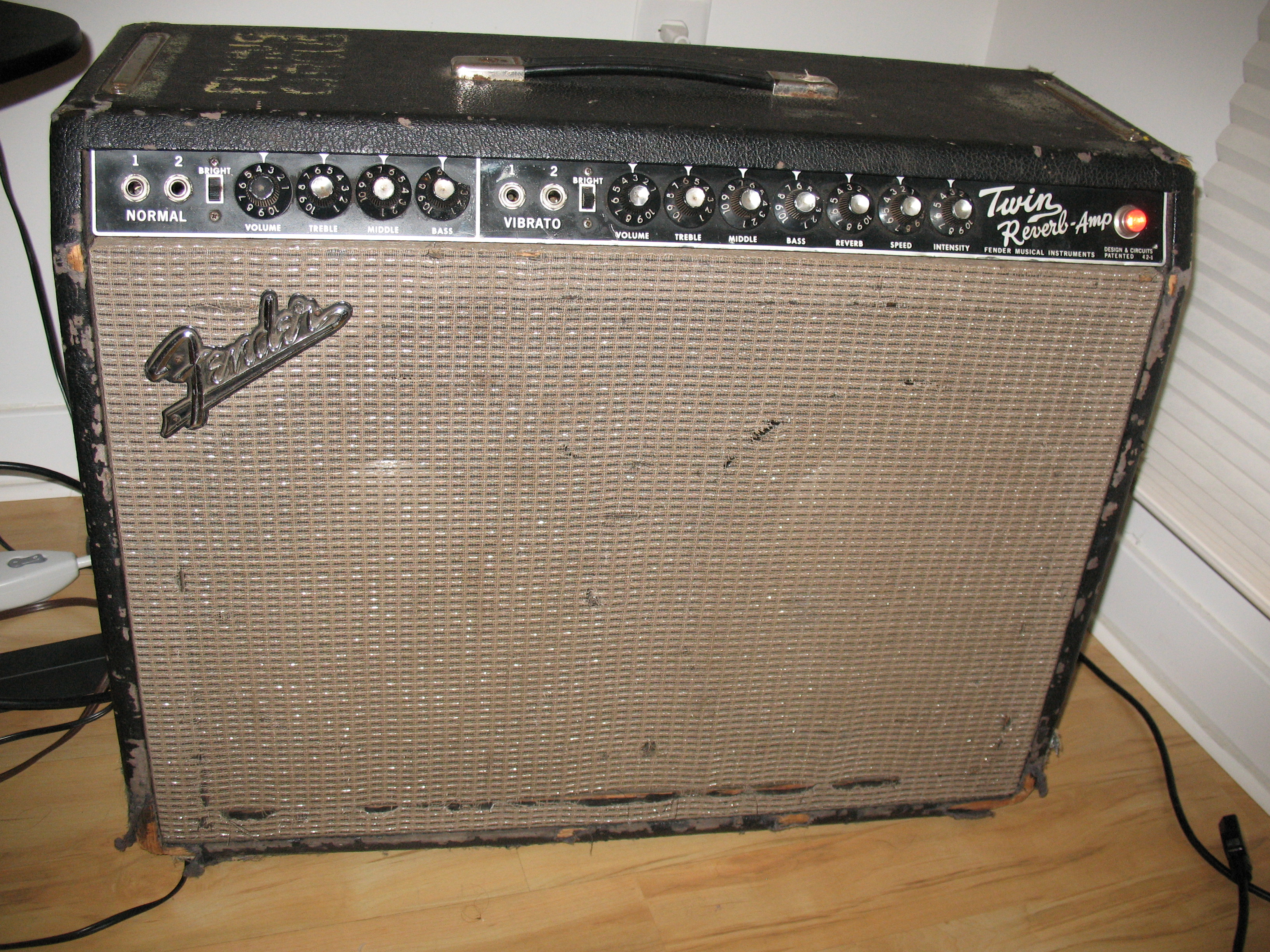
Un Fender Twin Reverb

L'effetto di riverbero simula la riflessione delle onde sonore da parte delle pareti dell'ambiente (stanza, sala, teatro ecc.), aggiungendo profondità al suono come se l'amplificatore fosse posizionato in un grande spazio chiuso. Questo effetto viene ottenuto in genere grazie ad un sistema elettromeccanico formato da due o tre trasduttori elettromeccanici che mettono in vibrazione un pari numero di molle. Il segnale viene, infine, captato, all'altro estremo delle molle, da una bobina, amplificato e sommato al suono "diretto", ottenendo un effetto di "allungamento" del suono grazie al lento smorzarsi della vibrazione delle molle. Questo effetto, sviluppato inizialmente per gli organi Hammond e poi adattato per strumenti più piccoli dalla Accutronics, fu integrato negli anni sessanta in alcuni amplificatori Fender, primo tra tutti il Twin Reverb. Quasi subito la quasi totalità degli amplificatori, di ogni marca, adottarono dispositivi simili.
Anche utilizzando molle molto lunghe, il ritardo del segnale non supera mai l'ordine di grandezza dei millisecondi (10−3 secondi) e si ha una coda di decadimento non definita e piuttosto lunga: per questo si parla di riverbero e non di effetto eco o delay.
Negli ultimi anni, con il ridursi dei costi dei dispositivi elettronici digitali, versioni digitali di questo effetto hanno trovato diffusione, specie in prodotti di produzione orientale e di bassa gamma. Accanto a questi, si sono affermati anche sistemi digitali più sofisticati che integrano oltre all'effetto "riverbero a molla" altri tipi di riverbero ed effetti di ritardo quali chorus o delay veri e propri.

### Tremolo (Vibrato)
È stato il primo "effetto elettronico" ad essere integrato negli amplificatori. Gli amplificatori Fender degli anni cinquanta e sessanta avevano spesso un canale con la possibilità di inserimento del tremolo. È comune che tale effetto venga indicato erroneamente come "vibrato". Ciò deriva dal fatto che Fender adottò tale denominazione (erronea) sui suoi primi amplificatori, probabilmente per non confonderlo con il "synchronized tremolo" delle Statocaster (nome anch'esso entrato nell'uso ma erroneo, visto che tal ponte produce un vibrato). Originariamente veniva ottenuto tramite un oscillatore a valvole che agiva direttamente sul bias delle valvole del finale di potenza (amplificatori in classe AB). Successivamente (a metà degli anni '60) la disponibilità delle prime fotoresistenze al solfuro di cadmio portò ad accoppiare tale oscillatore al circuito del bias tramite un fotoaccoppiatore formato da una piccola lampada al neon (in genere tipo NE-2) e la fotoresistenza stessa all'interno di un tubo di materiale termorestringente. Il suono ottenuto dai tremoli del primo tipo è più morbido in quanto ha una risposta che copia direttamente l'andamento sinusoidale dell'oscillatore, mentre i tremoli del secondo tipo hanno una risposta "trapezoidale" data dalla necessità di raggiungere una tensione di soglia di circa 70 volt per avere l'accensione del neon e da una coda di conduzione della fotoresistenza dopo lo spegnimento dello stesso a causa del tempo di vita dei portatori di carica nel semiconduttore.
Caduto in disgrazia negli anni ottanta e novanta, è stato reintrodotto nei primi anni del terzo millennio in alcuni modelli valvolari quali i Fender Pro Tube ed è presente nella quasi totalità delle (numerose) riedizioni di modelli storici degli anni cinquanta e sessanta.